# Herbert Eustis Winlock
Herbert Eustis Winlock (1 de fevereiro de 1884 - 26 de Janeiro de 1950) foi um egiptólogo americano empregado do Museu Metropolitano de Arte durante sua carreira inteira de egiptólogo. 
No centro da grande época de museus patrocinando escavações egípcias, o trabalho de Winlock contribuiu para o desenvolvimento da Egiptologia, em particular sua reconstrução da linhagem real do Reino Médio. Muitas das coleções de artefatos egípcios do Metropolitan provém das expedições arqueológicas de Winlock, particularmente em Tebas. Ele foi diretor do Metropolitan de 1932 até sua aposentadoria em 1939 e permaneceu diretor emérito até sua morte.
Seu pai, William Crawford Winlock, foi assistente secretário no Smithsonian Institution.

## Trabalhos
- The Tomb of Senebtisi at Lisht (A tumba de Senebetisi em Lixte), 1916
- Excavations at Deir el Bahari 1911-1931 (Escavações em Deir Elbari 1911-1931), 1942
- The Slain Soldiers of Neb-hepet-Re' Mentu-hotep (Os Soldados Mortos de Nebepeteré Mentuotepe), 1945
- The Rise and Fall of the Middle Kingdom at Thebes (A Ascensão e Queda do Império Médio em Tebas), 1947
- Models of Daily Life in Ancient Egypt from the Tomb of Meket-Re at Thebes (Modelos de Vida Cotidiana no Antigo Egito da Tumba de Mequeteré em Tebas), 1955, obra póstuma.